# Meurtres à Saint-Malo
Pour plus de détails, voir Fiche technique et Distribution.
Meurtres à Saint-Malo est un téléfilm français écrit et réalisé par Lionel Bailliu en 2012. C'est le premier téléfilm de la collection Meurtres à... Il est diffusé pour la première fois en Belgique et en Suisse, les 19 avril 2013, respectivement sur La Une et sur RTS Un, puis, en France, le 23 avril 2013, sur France 3.
Pour fêter les dix ans de la collection, une suite est tournée du 16 novembre au 16 décembre 2022 avec les mêmes acteurs principaux,. Le titre est Nouveaux Meurtres à Saint-Malo et la diffusion prévue en 2023, en commençant le 28 mars 2023 en Suisse et le 31 mars 2023 en Belgique.

## Synopsis
À la suite de la découverte d'un cadavre sur la plage de Saint-Malo, Gwenaëlle Garrec, lieutenant de la PJ de Rennes, est envoyée en renfort pour l'enquête auprès d'Éric Vautier, adjudant-chef de la gendarmerie. Selon Gwenaëlle, leur affaire est liée à la piraterie, puisque[Information douteuse] la victime porte les marques de tortures des corsaires remontant au XVIIe siècle.

## Fiche technique
- Titre : Meurtres à Saint-Malo
- Réalisation : Lionel Bailliu
- Scénario : Lionel Bailliu
- Sociétés de production : Quad Télévision, France Télévisions
- Genre : Policier
- Durée : 1 h 30 minutes
- Dépôt légal : 2013
- Dates des premières diffusions : 
  -  Belgique : 19 avril 2013, sur La Une
  -  Suisse : 19 avril 2013, sur RTS Un
  -  France : 23 avril 2013, sur France 3

## Distribution
Sauf indication contraire, les informations mentionnées dans cette section peuvent être confirmées par la base de données cinématographiques IMDb,  présente dans la section « Liens externes ».
- Bruno Solo : Éric Vautier
- Louise Monot : Gwenaëlle Garrec
- Swann Arlaud : Loïc Garrec (frère de Gwenaëlle)
- Aurélien Wiik : Ronan Delalande (neveu d'Éric Vautier)
- Patrick Raynal : Alexandre Fontaine
- Micky Sébastian : Catherine Fontaine (épouse d'Alexandre)
- Marwan Berreni : Kasseb (gendarme enquêteur)
- Olivier Claverie : François Beaulieu
- Marina Keltchewsky : Nathalie
- Thierry Barbet : Guyvarch
- Fejria Deliba : Brisson
- Loïc Baylacq : Gaël Legoff
- Lety Pardalis : Nicole Vautier (épouse d'Éric)
- Michel Vivier : Le Père Seuriaut
- Jean Kergrist : Le traducteur
- Hervé Le Goff : Gendarme Massart
- Gaëlle Loizic : Une gendarme
- Raphaël Poli : Thomas Lequennec
- Emmanuelle Hiron : Élodie Lequennec
- Vincent Furic : Le banquier
- Alexandra Sallé : Avocate de Legoff
- Claire Chiron : Gardienne HLM
- Erika Vandelet : Le conservateur
- Jean-Pierre Jumelin : Gérant du chantier naval
- Gilles Bataille : Avocat de Lequennec
- Jeanne Clinchamp : L'infirmière
- Roland Lancelot : Responsable Solidor

## Tournage
Le tournage s'est déroulé du 23 novembre au 21 décembre 2012 dans le département d'Ille-et-Vilaine, à Saint-Malo et dans les environs et notamment au Mont-Saint-Michel dans le département de la Manche.

## Audience
- France : 4,7 millions de téléspectateurs (première diffusion) (17,8 % de part d'audience)

## Accueil critique
Moustique met en avant le choix de la ville de Saint-Malo comme décor de l'histoire policière : « Lionel Bailliu a choisi de mettre [les acteurs] en scène dans la cité corsaire, une ville empreinte de mystères dont le passé colle parfaitement à l'intrigue. En effet, Saint-Malo frappe l'imaginaire avec ses histoires de pirates ».

## Sortie DVD
Le téléfilm sort en DVD le 21 avril 2015.  